# Serie B 2020-2021
La Serie B 2020-2021 è stata l'89ª edizione del campionato italiano di calcio di Serie B, disputata tra il 25 settembre 2020 e il 10 maggio 2021 e conclusa con la vittoria dell'Empoli, al suo terzo titolo.
Capocannoniere del torneo è stato Massimo Coda (Lecce) con 22 reti.

## Stagione

### Novità
A sostituire le retrocesse Livorno, Trapani, Juve Stabia e Perugia, dalla Serie C 2019-2020 sono state promosse il Monza, di ritorno in Serie B dopo 19 anni, il Vicenza tornato dopo 3 anni, la Reggina dopo 6 anni e la vincente dei play-off Reggiana dopo 21 anni.
A sostituire le promosse Benevento, Crotone e Spezia, dalla Serie A 2019-2020 sono retrocesse il Lecce e il Brescia, entrambe di ritorno in cadetteria dopo un anno, e la SPAL, tornata in Serie B dopo tre anni trascorsi nella massima serie.
La regione più rappresentata in questa stagione è il Veneto (Chievo, Cittadella, L.R. Vicenza e Venezia) con quattro squadre. La seconda regione più rappresentata è la Lombardia (Brescia, Cremonese e Monza) con tre squadre. Con due squadre ciascuna ci sono Calabria (Cosenza e Reggina), Emilia-Romagna (Reggiana e SPAL) e Toscana (Empoli e Pisa); con una squadra Abruzzo (Pescara), Campania (Salernitana), Friuli-Venezia Giulia (Pordenone), Lazio (Frosinone), Liguria (Virtus Entella), Marche (Ascoli) e Puglia (Lecce).
Resta inalterato sia il numero delle promozioni (2 dirette e una dai play-off) sia quello delle retrocessioni (3 dirette e una dai play-out). Per quanto riguarda il regolamento dei play-off, come successo per l'edizione precedente, la terza classificata non disputerà gli spareggi se avrà un margine di vantaggio di 15 o più punti dalla quarta classificata. Per quanto concerne i play-out, lo spareggio tra la diciassettesima e la sedicesima classificata non si disputerà se il distacco sarà superiore ai 4 punti.
La squadra detentrice del trofeo, vinto nella stagione 2019-2020, è il Benevento.
Da questa stagione, i numeri di maglia dei calciatori non dovranno più essere assegnati in modo progressivo, come prevedeva il regolamento adottato negli ultimi anni: escludendo lo 0 e i numeri assegnati ai primi tre portieri, l’1, il 12 e il 22, i numeri dal 2 al 99 potranno essere scelti dai "calciatori di movimento".
Infine, la partita Reggina-Frosinone del 10 maggio 2021, valevole per l'ultima giornata di campionato, è diventato il primo match della storia della serie B ad essere stato diretto da un arbitro donna, ovvero Maria Marotta della sezione di Sapri

### Calendario e orari di gioco
Il campionato è iniziato venerdì 25 settembre 2020 con il primo anticipo del torneo a cui sono seguite le altre partite in programma per sabato 26, domenica 27 settembre 2020. Saranno otto i turni infrasettimanali in programma per il 20 ottobre, 15, 22 e 30 dicembre 2020, 9 febbraio, 2 e 16 marzo e 20 aprile 2021. L'ultima giornata si è giocata lunedì 10 maggio 2021. Anche in questa stagione il campionato si è fermato durante gli impegni delle Nazionali come accade in Serie A e le soste sono state effettuate il 10-11 ottobre, 14-15 novembre 2020 e 27-28 marzo 2021. È confermata la sosta invernale del torneo, fissata nel week-end del 9 e 10 gennaio 2021. Si è giocato anche un turno di campionato in programma il 5 aprile 2021, giorno di Pasquetta.
Per quanto riguarda gli orari di gioco, la Lega ha confermato l'anticipo al venerdì e il posticipo al lunedì alle ore 21:00, 6/7 partite il sabato pomeriggio alle 14:00 e alle 16:00 e 2/3 partite la domenica alle 15:00 e alle 21:00.

### Avvenimenti

#### Girone di andata
Alla fine del girone d'andata, a guidare la classifica è l'Empoli, seguita a pari merito dalle maggiori sorprese del torneo, il neo-promosso Monza, che mette in mostra la miglior difesa del torneo, e la Salernitana, forte di un ottimo rendimento interno. Alle spalle di queste tre squadre, ci sono Cittadella e SPAL, appaiate a pari punti, mentre a chiudere la zona play-off sono Lecce, Chievo e Pordenone. A deludere è il Brescia, condizionato anche da un'evidente instabilità tecnica, con quattro cambi di allenatore nelle prime undici giornate. Chiude la classifica l'Ascoli, mentre in zona retrocessione ci sono anche Pescara e Virtus Entella. Ad occupare i posti play-out sono Cosenza e Reggiana.

#### Girone di ritorno
Nel girone di ritorno, l'Empoli prosegue la sua marcia in vetta alla classifica, mentre tra le candidate alla promozione diretta emerge il Lecce, che può vantare un attacco molto prolifico. Se il Venezia si porta in zona play-off e la Reggina avvicina l'ottavo posto, il Brescia recupera terreno e risale la graduatoria. Sotto le aspettative il campionato del Frosinone, mentre è evidente il calo del Pordenone, che finisce fuori dalla zona play-off. A tre giornate dalla fine arriva il primo verdetto: la Virtus Entella è la prima squadra a retrocedere in Serie C. Nel turno successivo, grazie alla vittoria per 4-0 contro il Cosenza, l'Empoli può festeggiare la promozione in Serie A dopo due anni di assenza dalla massima serie e con due partite ancora da giocare. Nella stessa giornata, il Lecce perde lo scontro diretto contro il Monza, venendo agganciato proprio dai lombardi e venendo scavalcato al secondo posto dalla Salernitana, che si porta a +2 dalle rivali per la promozione diretta. Nel penultimo turno i campani si avvicinano ancora di più all'obiettivo, battendo il già promosso Empoli e conservando il +2 sul Monza, che supera il Cosenza, mentre il Lecce viene fermato sul pareggio dalla Reggina e scivola a -4. La stessa giornata decreta anche le retrocessioni di Pescara e Reggiana, che tornano in Serie C rispettivamente a undici e un anno di distanza dall'ultima partecipazione alla terza serie. Gli ultimi verdetti arrivano all'ultima giornata: la Salernitana vince per 3-0 sul campo del Pescara e si guadagna la promozione in Serie A dopo ventidue anni di assenza, mentre il Monza, sconfitto dal 
Brescia per 0-2, deve accontentarsi di un posto nei play-off. A qualificarsi alla fase successiva alla stagione regolare, oltre ai lombardi, sono Lecce, Venezia, Cittadella, Brescia e Chievo. In coda alla classifica, il Cosenza perde per 0-2 contro il Pordenone e retrocede direttamente: il distacco di 9 punti dal sedicesimo posto, occupato dall'Ascoli, rende inutile la disputa dei play-out, con i marchigiani che possono festeggiare la permanenza in Serie B grazie ad un buon rendimento nel girone di ritorno. La sorte fu comunque benevola anche per i calabresi, perché l'intervenuta esclusione del Chievo dai campionati li riammise poi di diritto sulla base delle nuove NOIF.

#### Play-off
Nel turno preliminare dei play-off, ad avere la meglio sono il Venezia, che supera il Chievo ai supplementari per 3-2, e il Cittadella, che batte per 1-0 il Brescia. Nelle semifinali, i lagunari hanno la meglio sul Lecce, grazie al risultato aggregato di 2-1, mentre il Cittadella sorprendentemente elimina il favorito Monza, battendolo per 3-0 all'andata e uscendo sconfitto solo per 0-2 al ritorno. Nella finale tutta veneta per la promozione in Serie A, il Venezia vince la gara di andata per 1-0 e pareggia quella di ritorno per 1-1, festeggiando il ritorno in massima serie dopo diciannove anni di assenza.

## Squadre partecipanti
| Club           | Stagione | Città           | Stadio                                   | Stagione precedente                                        |
| -------------- | -------- | --------------- | ---------------------------------------- | ---------------------------------------------------------- |
| Ascoli         | dettagli | Ascoli Piceno   | Stadio Cino e Lillo Del Duca             | 14º posto in Serie B                                       |
| Brescia        | dettagli | Brescia         | Stadio Mario Rigamonti                   | 19º posto in Serie A, retrocessa                           |
| Chievo         | dettagli | Verona          | Stadio Marcantonio Bentegodi             | 6º posto in Serie B                                        |
| Cittadella     | dettagli | Cittadella (PD) | Stadio Piercesare Tombolato              | 5º posto in Serie B                                        |
| Cosenza        | dettagli | Cosenza         | Stadio San Vito-Gigi Marulla             | 15º posto in Serie B                                       |
| Cremonese      | dettagli | Cremona         | Stadio Giovanni Zini                     | 12º posto in Serie B                                       |
| Empoli         | dettagli | Empoli (FI)     | Stadio Carlo Castellani                  | 7º posto in Serie B                                        |
| Frosinone      | dettagli | Frosinone       | Stadio Benito Stirpe                     | 8º posto in Serie B                                        |
| Lecce          | dettagli | Lecce           | Stadio Via del mare                      | 18º posto in Serie A, retrocessa                           |
| Vicenza        | dettagli | Vicenza         | Stadio Romeo Menti                       | 1º posto in Serie C/B, promossa                            |
| Monza          | dettagli | Monza           | U-Power Stadium                          | 1º posto in Serie C/A, promossa                            |
| Pescara        | dettagli | Pescara         | Stadio Adriatico-Giovanni Cornacchia     | 17º posto in Serie B                                       |
| Pisa           | dettagli | Pisa            | Stadio Arena Garibaldi-Romeo Anconetani  | 9º posto in Serie B                                        |
| Pordenone      | dettagli | Pordenone       | Stadio Guido Teghil (Lignano Sabbiadoro) | 4º posto in Serie B                                        |
| Reggiana       | dettagli | Reggio Emilia   | Mapei Stadium - Città del Tricolore      | 2º posto in Serie C/B, promossa dopo aver vinto i play-off |
| Reggina        | dettagli | Reggio Calabria | Stadio Oreste Granillo                   | 1º posto in Serie C/C, promossa                            |
| Salernitana    | dettagli | Salerno         | Stadio Arechi                            | 10º posto in Serie B                                       |
| SPAL           | dettagli | Ferrara         | Stadio Paolo Mazza                       | 20º posto in Serie A, retrocessa                           |
| Venezia        | dettagli | Venezia         | Stadio Pier Luigi Penzo                  | 11º posto in Serie B                                       |
| Virtus Entella | dettagli | Chiavari (GE)   | Stadio comunale di Chiavari              | 13º posto in Serie B                                       |

## Allenatori e primatisti
| Squadra        | Allenatore | Giocatore più presente (tra parentesi il numero delle presenze) | Capocannoniere (tra parentesi il numero dei gol segnati) |
| -------------- | --- | --------------------------------------------------------------- | -------------------------------------------------------- |
| Ascoli         | Valerio Bertotto (1ª-9ª) Delio Rossi (10ª-14ª) Andrea Sottil (15ª-38ª) | Nicola Leali (35)                                               | Riad Bajić (12)                                          |
| Brescia        | Luigi Delneri (1ª-2ª) Diego Luis López (3ª-4ª) Daniele Gastaldello (5ª) Diego Luis López (6ª-10ª) Davide Dionigi (11ª-20ª) Daniele Gastaldello (21ª) Josep Clotet Ruiz (22ª-38ª e play-off) | Florian Ayé, Jesse Joronen (37)                                 | Florian Ayé (16)                                         |
| Chievo         | Alfredo Aglietti | Luca Garritano (38)                                             | Luca Garritano (8)                                       |
| Cittadella     | Roberto Venturato | Mario Gargiulo, Roberto Ogunseye, Federico Proia (35)           | Mario Gargiulo (8)                                       |
| Cosenza        | Roberto Occhiuzzi | Wladimiro Falcone (36)                                          | Ettore Gliozzi (7)                                       |
| Cremonese      | Pierpaolo Bisoli (1ª-17ª) Fabio Pecchia (18ª-38ª) | Daniel Ciofani (37)                                             | Daniel Ciofani (11)                                      |
| Empoli         | Alessio Dionisi | Leonardo Mancuso (37)                                           | Leonardo Mancuso (20)                                    |
| Frosinone      | Alessandro Nesta (1ª-30ª) Fabio Grosso (31ª-38ª) | Francesco Bardi, Grīgorīs Kastanos (34)                         | Andrija Novakovich (11)                                  |
| Lecce          | Eugenio Corini | Gabriel, Liam Henderson (38)                                    | Massimo Coda (22)                                        |
| L.R. Vicenza   | Domenico Di Carlo | Antonio Cinelli (33)                                            | Riccardo Meggiorini (11)                                 |
| Monza          | Cristian Brocchi | Davide Frattesi (36)                                            | Davide Frattesi (8)                                      |
| Pescara        | Massimo Oddo (1ª-9ª) Roberto Breda (10ª-23ª) Gianluca Grassadonia (24ª-38ª) | Vincenzo Fiorillo (38)                                          | Damir Ceter (5)                                          |
| Pisa           | Luca D'Angelo | Robert Gucher (37)                                              | Michele Marconi (13)                                     |
| Pordenone      | Attilio Tesser (1ª-29ª) Maurizio Domizzi (30ª) Attilio Tesser (31ª) Maurizio Domizzi (32ª-38ª)                                                                                              | Patrick Ciurria (36)                                            | Davide Diaw (10)                                         |
| Reggiana       | Massimiliano Alvini | Igor Radrezza (36)                                              | Simone Mazzocchi (7)                                     |
| Reggina        | Domenico Toscano (1ª-12ª) Marco Baroni (13ª-38ª) | Nicolò Bianchi (37)                                             | Michael Folorunsho, Adriano Montalto (6)                 |
| Salernitana    | Fabrizio Castori | Gennaro Tutino (36)                                             | Gennaro Tutino (13)                                      |
| SPAL           | Pasquale Marino (1ª-29ª) Massimo Rastelli (30ª-38ª) | Nenad Tomović (34)                                              | Mattia Valoti (11)                                       |
| Venezia        | Paolo Zanetti | Pietro Ceccaroni, Luca Fiordilino (37)                          | Francesco Forte (14)                                     |
| Virtus Entella | Bruno Tedino (1ª-8ª) Vincenzo Vivarini (9ª-33ª) Gennaro Volpe (34ª-38ª) | Matteo Brunori (31)                                             | Matteo Mancosu (6)                                       |

## Classifica finale
|  | Pos. | Squadra        | Pt | G  | V  | N  | P  | GF | GS | DR  |
|  | ---- | -------------- | -- | -- | -- | -- | -- | -- | -- | --- |
|  | 1.   | Empoli         | 73 | 38 | 19 | 16 | 3  | 68 | 35 | +33 |
|  | 2.   | Salernitana    | 69 | 38 | 19 | 12 | 7  | 46 | 34 | +12 |
|  | 3.   | Monza          | 64 | 38 | 17 | 13 | 8  | 51 | 33 | +18 |
|  | 4.   | Lecce          | 62 | 38 | 16 | 14 | 8  | 68 | 47 | +21 |
|  | 5.   | Venezia        | 59 | 38 | 15 | 14 | 9  | 53 | 39 | +14 |
|  | 6.   | Cittadella     | 57 | 38 | 15 | 12 | 11 | 48 | 35 | +13 |
|  | 7.   | Brescia        | 56 | 38 | 15 | 11 | 12 | 61 | 53 | +8  |
|  | 8.   | Chievo         | 56 | 38 | 14 | 14 | 10 | 50 | 37 | +13 |
|  | 9.   | SPAL           | 56 | 38 | 14 | 14 | 10 | 44 | 42 | +2  |
|  | 10.  | Frosinone      | 50 | 38 | 12 | 14 | 12 | 38 | 42 | -4  |
|  | 11.  | Reggina        | 50 | 38 | 12 | 14 | 12 | 42 | 45 | -3  |
|  | 12.  | Vicenza        | 48 | 38 | 11 | 15 | 12 | 48 | 53 | -5  |
|  | 13.  | Cremonese      | 48 | 38 | 12 | 12 | 14 | 46 | 44 | +2  |
|  | 14.  | Pisa           | 48 | 38 | 11 | 15 | 12 | 54 | 59 | -5  |
|  | 15.  | Pordenone      | 45 | 38 | 10 | 15 | 13 | 40 | 39 | +1  |
|  | 16.  | Ascoli         | 44 | 38 | 11 | 11 | 16 | 37 | 48 | -11 |
|  | 17.  | Cosenza        | 35 | 38 | 6  | 17 | 15 | 29 | 47 | -18 |
|  | 18.  | Reggiana       | 34 | 38 | 9  | 7  | 22 | 31 | 57 | -26 |
|  | 19.  | Pescara        | 32 | 38 | 7  | 11 | 20 | 29 | 60 | -31 |
|  | 20.  | Virtus Entella | 23 | 38 | 4  | 11 | 23 | 30 | 64 | -34 |

      Promossi in Serie A 2021-2022.
  Ammessi ai play-off.
      Retrocessi in Serie C 2021-2022.
Tre punti per la vittoria, uno per il pareggio, zero per la sconfitta.
In caso di arrivo di due o più squadre a pari punti, la graduatoria verrà stilata secondo la classifica avulsa tra le squadre interessate che prevede, in ordine, i seguenti criteri:
- Punti negli scontri diretti.
- Differenza reti negli scontri diretti.
- Differenza reti generale.
- Reti realizzate in generale.
- Sorteggio.

Note:
Il Chievo è stato escluso dalla Serie B 2021-2022 per inadempienze tributarie, avendo perso i ricorsi presentati, ripartono dalle giovanili provinciali.
Il Cosenza è stato poi riammesso in Serie B 2021-2022.

### Squadra campione
| Formazione tipo (4-3-1-2) | Giocatori (presenze)        |
| --- | --------------------------- |
| Brignoli Fiamozzi Romagnoli Nikolaou Terzić Ricci Štulac Haas Bajrami La Mantia Mancuso | Alberto Brignoli (33)       |
| Brignoli Fiamozzi Romagnoli Nikolaou Terzić Ricci Štulac Haas Bajrami La Mantia Mancuso | Riccardo Fiamozzi (26)      |
| Brignoli Fiamozzi Romagnoli Nikolaou Terzić Ricci Štulac Haas Bajrami La Mantia Mancuso | Simone Romagnoli (31)       |
| Brignoli Fiamozzi Romagnoli Nikolaou Terzić Ricci Štulac Haas Bajrami La Mantia Mancuso | Dīmītrīs Nikolaou (29)      |
| Brignoli Fiamozzi Romagnoli Nikolaou Terzić Ricci Štulac Haas Bajrami La Mantia Mancuso | Aleksa Terzić (21)          |
| Brignoli Fiamozzi Romagnoli Nikolaou Terzić Ricci Štulac Haas Bajrami La Mantia Mancuso | Samuele Ricci (33)          |
| Brignoli Fiamozzi Romagnoli Nikolaou Terzić Ricci Štulac Haas Bajrami La Mantia Mancuso | Leo Štulac (36)             |
| Brignoli Fiamozzi Romagnoli Nikolaou Terzić Ricci Štulac Haas Bajrami La Mantia Mancuso | Nicolas Haas (34)           |
| Brignoli Fiamozzi Romagnoli Nikolaou Terzić Ricci Štulac Haas Bajrami La Mantia Mancuso | Nedim Bajrami (36)          |
| Brignoli Fiamozzi Romagnoli Nikolaou Terzić Ricci Štulac Haas Bajrami La Mantia Mancuso | Andrea La Mantia (34)       |
| Brignoli Fiamozzi Romagnoli Nikolaou Terzić Ricci Štulac Haas Bajrami La Mantia Mancuso | Leonardo Mancuso (37)       |
| Brignoli Fiamozzi Romagnoli Nikolaou Terzić Ricci Štulac Haas Bajrami La Mantia Mancuso | Allenatore: Alessio Dionisi |
| Altri giocatori: Stefano Moreo (31), Marco Olivieri (29), Ryder Matos (28), Szymon Żurkowski (25), Nicolò Casale (24), Fabiano Parisi (20), Samuele Damiani (19), Filippo Bandinelli (18), Giovanni Crociata (12), Stefano Sabelli (12), Andrea Cambiaso (7), Roberto Pirrello (6), Jacopo Furlan (5), Mattia Viti (2), Tommaso Fantacci (1), Kevin Piscopo (1). |                             |

## Risultati

### Tabellone
Ogni riga indica i risultati casalinghi della squadra segnata a inizio della riga, contro le squadre segnate colonna per colonna (che invece avranno giocato l'incontro in trasferta). Al contrario, leggendo la colonna di una squadra si avranno i risultati ottenuti dalla stessa in trasferta, contro le squadre segnate in ogni riga, che invece avranno giocato l'incontro in casa.
|                | ASC  | BRE  | CHI  | CIT  | COS  | CRE  | EMP  | FRO  | LEC  | LRV  | MON  | PES  | PIS  | POR  | REG  | RGI  | SAL  | SPA  | VEN  | VET  |
| -------------- | ---- | ---- | ---- | ---- | ---- | ---- | ---- | ---- | ---- | ---- | ---- | ---- | ---- | ---- | ---- | ---- | ---- | ---- | ---- | ---- |
| Ascoli         | –––– | 2-1  | 0-0  | 2-0  | 0-3  | 0-0  | 2-0  | 1-1  | 1-2  | 2-1  | 1-0  | 0-2  | 0-2  | 0-1  | 2-1  | 2-1  | 0-2  | 2-0  | 1-1  | 1-1  |
| Brescia        | 1-1  | –––– | 1-0  | 3-3  | 2-0  | 1-2  | 1-3  | 1-2  | 3-0  | 0-3  | 0-1  | 1-1  | 4-3  | 4-1  | 3-1  | 1-0  | 3-1  | 3-1  | 2-2  | 2-2  |
| Chievo         | 3-0  | 1-0  | –––– | 2-1  | 2-0  | 1-1  | 1-1  | 0-0  | 1-2  | 1-2  | 0-1  | 3-1  | 2-0  | 3-0  | 1-0  | 3-0  | 1-2  | 1-1  | 1-1  | 2-1  |
| Cittadella     | 1-0  | 3-0  | 1-0  | –––– | 1-1  | 1-1  | 2-2  | 1-0  | 2-2  | 3-0  | 1-2  | 0-1  | 2-0  | 2-0  | 0-3  | 1-1  | 0-0  | 2-0  | 1-1  | 1-0  |
| Cosenza        | 2-1  | 1-2  | 1-0  | 1-1  | –––– | 0-1  | 0-2  | 1-2  | 1-1  | 1-1  | 0-3  | 3-0  | 1-1  | 0-0  | 0-1  | 2-2  | 0-1  | 1-1  | 0-0  | 0-0  |
| Cremonese      | 3-3  | 2-2  | 0-2  | 0-2  | 1-0  | –––– | 2-2  | 4-0  | 1-2  | 0-1  | 0-2  | 3-0  | 2-1  | 2-1  | 3-0  | 1-1  | 0-1  | 1-1  | 0-0  | 2-1  |
| Empoli         | 1-1  | 4-2  | 2-2  | 1-1  | 4-0  | 1-0  | –––– | 3-1  | 2-1  | 2-2  | 0-0  | 2-2  | 3-1  | 1-0  | 0-0  | 3-0  | 5-0  | 2-1  | 1-1  | 1-0  |
| Frosinone      | 1-0  | 0-1  | 3-2  | 1-1  | 0-2  | 1-0  | 0-2  | –––– | 0-3  | 1-1  | 2-2  | 0-0  | 3-1  | 1-1  | 0-0  | 1-1  | 0-0  | 1-2  | 1-2  | 0-0  |
| Lecce          | 1-2  | 2-2  | 4-2  | 1-3  | 3-1  | 2-2  | 2-2  | 2-2  | –––– | 2-1  | 0-0  | 3-1  | 0-3  | 0-0  | 7-1  | 2-2  | 2-0  | 1-2  | 2-2  | 0-0  |
| L.R. Vicenza   | 2-1  | 0-3  | 1-1  | 1-0  | 1-1  | 3-1  | 0-2  | 0-0  | 1-2  | –––– | 1-2  | 1-0  | 4-4  | 1-1  | 2-1  | 1-1  | 1-1  | 2-2  | 0-0  | 0-1  |
| Monza          | 2-0  | 0-2  | 1-2  | 0-0  | 2-2  | 2-1  | 1-1  | 2-0  | 1-0  | 1-1  | –––– | 1-1  | 0-2  | 2-0  | 2-0  | 1-0  | 3-0  | 0-0  | 1-4  | 5-0  |
| Pescara        | 2-3  | 1-1  | 0-0  | 3-1  | 0-0  | 0-2  | 1-2  | 0-2  | 1-1  | 2-3  | 3-2  | –––– | 3-1  | 0-2  | 1-0  | 0-2  | 0-3  | 0-1  | 0-2  | 1-1  |
| Pisa           | 2-1  | 1-0  | 2-2  | 1-4  | 3-0  | 1-1  | 1-1  | 0-0  | 0-1  | 2-2  | 1-1  | 0-0  | –––– | 1-0  | 1-0  | 0-0  | 2-2  | 3-0  | 2-2  | 3-2  |
| Pordenone      | 1-1  | 1-1  | 1-1  | 0-1  | 2-0  | 1-2  | 0-0  | 2-0  | 1-1  | 1-2  | 1-1  | 0-0  | 2-2  | –––– | 3-0  | 2-2  | 1-2  | 3-3  | 2-0  | 3-0  |
| Reggiana       | 1-0  | 2-2  | 0-1  | 0-2  | 1-1  | 1-1  | 0-1  | 1-2  | 0-4  | 2-1  | 3-0  | 0-1  | 2-2  | 1-0  | –––– | 0-1  | 0-0  | 1-2  | 2-1  | 2-1  |
| Reggina        | 2-2  | 2-1  | 1-1  | 1-3  | 0-0  | 1-0  | 0-3  | 0-4  | 0-1  | 3-0  | 1-0  | 3-1  | 1-2  | 1-0  | 2-1  | –––– | 0-0  | 0-1  | 1-2  | 1-0  |
| Salernitana    | 1-0  | 1-0  | 1-1  | 1-0  | 0-0  | 2-1  | 2-0  | 1-0  | 1-1  | 1-1  | 1-3  | 2-0  | 4-1  | 0-2  | 3-0  | 1-1  | –––– | 0-0  | 2-1  | 2-1  |
| SPAL           | 1-2  | 2-3  | 0-0  | 1-0  | 1-1  | 1-0  | 1-1  | 0-1  | 1-0  | 3-2  | 1-1  | 2-0  | 4-0  | 1-3  | 2-0  | 1-4  | 2-0  | –––– | 1-1  | 0-0  |
| Venezia        | 2-1  | 0-1  | 3-1  | 1-0  | 3-0  | 3-1  | 2-0  | 0-2  | 2-3  | 1-0  | 0-2  | 4-0  | 1-1  | 0-0  | 2-1  | 0-2  | 1-2  | 0-0  | –––– | 3-2  |
| Virtus Entella | 0-0  | 1-1  | 1-3  | 1-0  | 1-2  | 0-2  | 2-5  | 2-3  | 1-5  | 1-2  | 1-1  | 3-0  | 2-1  | 0-1  | 0-2  | 1-1  | 0-3  | 0-1  | 0-2  | –––– |

### Calendario
Il calendario è stato sorteggiato il 9 settembre 2020 a Pisa.
| andata (1ª) | andata (1ª) | 1ª giornata            | ritorno (20ª) | ritorno (20ª) |
|             |             |                        |               |               |
| 26 set.     | 1-1         | Brescia-Ascoli         | 1-2           | 30 gen.       |
| 26 set.     | 0-0         | Cosenza-Virtus Entella | 2-1           | 30 gen.       |
| 27 set.     | 0-2         | Cremonese-Cittadella   | 1-1           | 31 gen.       |
| 26 set.     | 0-2         | Frosinone-Empoli       | 1-3           | 30 gen.       |
| 26 set.     | 0-0         | Lecce-Pordenone        | 1-1           | 30 gen.       |
| 25 set.     | 0-0         | Monza-SPAL             | 1-1           | 31 gen.       |
| 26 set.     | 0-0         | Pescara-Chievo         | 1-3           | 31 gen.       |
| 27 set.     | 2-2         | Reggiana-Pisa          | 0-1           | 30 gen.       |
| 26 set.     | 1-1         | Salernitana-Reggina    | 0-0           | 1º feb.       |
| 26 set.     | 1-0         | Venezia-L.R. Vicenza   | 0-0           | 29 gen.       |

| andata (2ª) | andata (2ª) | 2ª giornata             | ritorno (21ª) | ritorno (21ª) |
|             |             |                         |               |               |
| 3 ott.      | 0-2         | Ascoli-Lecce            | 2-1           | 5 feb.        |
| 3 ott.      | 1-2         | Chievo-Salernitana      | 1-1           | 6 feb.        |
| 4 ott.      | 3-0         | Cittadella-Brescia      | 3-3           | 6 feb.        |
| 3 ott.      | 0-0         | Empoli-Monza            | 1-1           | 6 feb.        |
| 3 ott.      | 1-1         | L.R. Vicenza-Pordenone  | 2-1           | 6 feb.        |
| 4 ott.      | 1-1         | Pisa-Cremonese          | 1-2           | 6 feb.        |
| 3 ott.      | 3-1         | Reggina-Pescara         | 2-0           | 6 feb.        |
| 3 ott.      | 1-1         | SPAL-Cosenza            | 1-1           | 6 feb.        |
| 3 ott.      | 0-2         | Venezia-Frosinone       | 2-1           | 6 feb.        |
| 3 ott.      | 0-2         | Virtus Entella-Reggiana | 1-2           | 7 feb.        |

| andata (1ª) | andata (1ª) | 1ª giornata            | ritorno (20ª) | ritorno (20ª) |
|             |             |                        |               |               |
| 26 set.     | 1-1         | Brescia-Ascoli         | 1-2           | 30 gen.       |
| 26 set.     | 0-0         | Cosenza-Virtus Entella | 2-1           | 30 gen.       |
| 27 set.     | 0-2         | Cremonese-Cittadella   | 1-1           | 31 gen.       |
| 26 set.     | 0-2         | Frosinone-Empoli       | 1-3           | 30 gen.       |
| 26 set.     | 0-0         | Lecce-Pordenone        | 1-1           | 30 gen.       |
| 25 set.     | 0-0         | Monza-SPAL             | 1-1           | 31 gen.       |
| 26 set.     | 0-0         | Pescara-Chievo         | 1-3           | 31 gen.       |
| 27 set.     | 2-2         | Reggiana-Pisa          | 0-1           | 30 gen.       |
| 26 set.     | 1-1         | Salernitana-Reggina    | 0-0           | 1º feb.       |
| 26 set.     | 1-0         | Venezia-L.R. Vicenza   | 0-0           | 29 gen.       |

| andata (2ª) | andata (2ª) | 2ª giornata             | ritorno (21ª) | ritorno (21ª) |
|             |             |                         |               |               |
| 3 ott.      | 0-2         | Ascoli-Lecce            | 2-1           | 5 feb.        |
| 3 ott.      | 1-2         | Chievo-Salernitana      | 1-1           | 6 feb.        |
| 4 ott.      | 3-0         | Cittadella-Brescia      | 3-3           | 6 feb.        |
| 3 ott.      | 0-0         | Empoli-Monza            | 1-1           | 6 feb.        |
| 3 ott.      | 1-1         | L.R. Vicenza-Pordenone  | 2-1           | 6 feb.        |
| 4 ott.      | 1-1         | Pisa-Cremonese          | 1-2           | 6 feb.        |
| 3 ott.      | 3-1         | Reggina-Pescara         | 2-0           | 6 feb.        |
| 3 ott.      | 1-1         | SPAL-Cosenza            | 1-1           | 6 feb.        |
| 3 ott.      | 0-2         | Venezia-Frosinone       | 2-1           | 6 feb.        |
| 3 ott.      | 0-2         | Virtus Entella-Reggiana | 1-2           | 7 feb.        |

| andata (3ª) | andata (3ª) | 3ª giornata            | ritorno (22ª) | ritorno (22ª) |
|             |             |                        |               |               |
| 16 ott.     | 3-0         | Brescia-Lecce          | 2-2           | 9 feb.        |
| 17 ott.     | 1-1         | Cosenza-Cittadella     | 1-1           | 9 feb.        |
| 17 ott.     | 0-0         | Cremonese-Venezia      | 1-3           | 9 feb.        |
| 17 ott.     | 1-0         | Frosinone-Ascoli       | 1-1           | 9 feb.        |
| 2 dic.      | 1-1         | Monza-L.R. Vicenza     | 2-1           | 9 feb.        |
| 17 ott.     | 1-2         | Pescara-Empoli         | 2-2           | 9 feb.        |
| 17 ott.     | 3-3         | Pordenone-SPAL         | 3-1           | 9 feb.        |
| 17 ott.     | 0-1         | Reggiana-Chievo        | 0-1           | 10 feb.       |
| 17 ott.     | 4-1         | Salernitana-Pisa       | 2-2           | 9 feb.        |
| 17 ott.     | 1-1         | Virtus Entella-Reggina | 0-1           | 10 feb.       |

| andata (4ª) | andata (4ª) | 4ª giornata              | ritorno (23ª) | ritorno (23ª) |
|             |             |                          |               |               |
| 20 ott.     | 2-1         | Ascoli-Reggiana          | 0-1           | 14 feb.       |
| 20 ott.     | 1-0         | Chievo-Brescia           | 0-1           | 14 feb.       |
| 20 ott.     | 2-0         | Cittadella-Pordenone     | 1-0           | 13 feb.       |
| 20 ott.     | 2-1         | Empoli-SPAL              | 1-1           | 13 feb.       |
| 20 ott.     | 0-0         | Frosinone-Virtus Entella | 3-2           | 14 feb.       |
| 20 ott.     | 1-1         | L.R. Vicenza-Salernitana | 1-1           | 13 feb.       |
| 21 ott.     | 2-2         | Lecce-Cremonese          | 2-1           | 13 feb.       |
| 20 ott.     | 1-1         | Pisa-Monza               | 2-0           | 12 feb.       |
| 20 ott.     | 0-0         | Reggina-Cosenza          | 2-2           | 15 feb.       |
| 20 ott.     | 4-0         | Venezia-Pescara          | 2-0           | 13 feb.       |

| andata (3ª) | andata (3ª) | 3ª giornata            | ritorno (22ª) | ritorno (22ª) |
|             |             |                        |               |               |
| 16 ott.     | 3-0         | Brescia-Lecce          | 2-2           | 9 feb.        |
| 17 ott.     | 1-1         | Cosenza-Cittadella     | 1-1           | 9 feb.        |
| 17 ott.     | 0-0         | Cremonese-Venezia      | 1-3           | 9 feb.        |
| 17 ott.     | 1-0         | Frosinone-Ascoli       | 1-1           | 9 feb.        |
| 2 dic.      | 1-1         | Monza-L.R. Vicenza     | 2-1           | 9 feb.        |
| 17 ott.     | 1-2         | Pescara-Empoli         | 2-2           | 9 feb.        |
| 17 ott.     | 3-3         | Pordenone-SPAL         | 3-1           | 9 feb.        |
| 17 ott.     | 0-1         | Reggiana-Chievo        | 0-1           | 10 feb.       |
| 17 ott.     | 4-1         | Salernitana-Pisa       | 2-2           | 9 feb.        |
| 17 ott.     | 1-1         | Virtus Entella-Reggina | 0-1           | 10 feb.       |

| andata (4ª) | andata (4ª) | 4ª giornata              | ritorno (23ª) | ritorno (23ª) |
|             |             |                          |               |               |
| 20 ott.     | 2-1         | Ascoli-Reggiana          | 0-1           | 14 feb.       |
| 20 ott.     | 1-0         | Chievo-Brescia           | 0-1           | 14 feb.       |
| 20 ott.     | 2-0         | Cittadella-Pordenone     | 1-0           | 13 feb.       |
| 20 ott.     | 2-1         | Empoli-SPAL              | 1-1           | 13 feb.       |
| 20 ott.     | 0-0         | Frosinone-Virtus Entella | 3-2           | 14 feb.       |
| 20 ott.     | 1-1         | L.R. Vicenza-Salernitana | 1-1           | 13 feb.       |
| 21 ott.     | 2-2         | Lecce-Cremonese          | 2-1           | 13 feb.       |
| 20 ott.     | 1-1         | Pisa-Monza               | 2-0           | 12 feb.       |
| 20 ott.     | 0-0         | Reggina-Cosenza          | 2-2           | 15 feb.       |
| 20 ott.     | 4-0         | Venezia-Pescara          | 2-0           | 13 feb.       |

| andata (5ª) | andata (5ª) | 5ª giornata            | ritorno (24ª) | ritorno (24ª) |
|             |             |                        |               |               |
| 25 ott.     | 1-1         | Cosenza-Lecce          | 1-3           | 21 feb.       |
| 8 dic.      | 2-2         | Cremonese-Brescia      | 2-1           | 20 feb.       |
| 23 ott.     | 3-1         | Empoli-Pisa            | 1-1           | 20 feb.       |
| 24 ott.     | 1-2         | Monza-Chievo           | 1-0           | 20 feb.       |
| 24 ott.     | 0-2         | Pescara-Frosinone      | 0-0           | 19 feb.       |
| 24 ott.     | 2-2         | Pordenone-Reggina      | 0-1           | 21 feb.       |
| 9 gen.      | 0-2         | Reggiana-Cittadella    | 3-0           | 20 feb.       |
| 24 ott.     | 1-0         | Salernitana-Ascoli     | 2-0           | 20 feb.       |
| 24 ott.     | 3-2         | SPAL-L.R. Vicenza      | 2-2           | 20 feb.       |
| 14 nov.     | 0-2         | Virtus Entella-Venezia | 2-3           | 20 feb.       |

| andata (6ª) | andata (6ª) | 6ª giornata            | ritorno (25ª) | ritorno (25ª) |
|             |             |                        |               |               |
| 31 ott.     | 0-1         | Ascoli-Pordenone       | 1-1           | 27 feb.       |
| 31 ott.     | 2-2         | Brescia-Virtus Entella | 1-1           | 27 feb.       |
| 31 ott.     | 2-0         | Chievo-Cosenza         | 0-1           | 27 feb.       |
| 31 ott.     | 1-2         | Cittadella-Monza       | 0-0           | 27 feb.       |
| 1º nov.     | 1-0         | Frosinone-Cremonese    | 0-4           | 27 feb.       |
| 31 ott.     | 4-4         | L.R. Vicenza-Pisa      | 2-2           | 27 feb.       |
| 2 nov.      | 3-1         | Lecce-Pescara          | 1-1           | 27 feb.       |
| 1º nov.     | 0-1         | Reggina-SPAL           | 4-1           | 27 feb.       |
| 31 ott.     | 3-0         | Salernitana-Reggiana   | 0-0           | 26 feb.       |
| 31 ott.     | 2-0         | Venezia-Empoli         | 1-1           | 26 feb.       |

| andata (5ª) | andata (5ª) | 5ª giornata            | ritorno (24ª) | ritorno (24ª) |
|             |             |                        |               |               |
| 25 ott.     | 1-1         | Cosenza-Lecce          | 1-3           | 21 feb.       |
| 8 dic.      | 2-2         | Cremonese-Brescia      | 2-1           | 20 feb.       |
| 23 ott.     | 3-1         | Empoli-Pisa            | 1-1           | 20 feb.       |
| 24 ott.     | 1-2         | Monza-Chievo           | 1-0           | 20 feb.       |
| 24 ott.     | 0-2         | Pescara-Frosinone      | 0-0           | 19 feb.       |
| 24 ott.     | 2-2         | Pordenone-Reggina      | 0-1           | 21 feb.       |
| 9 gen.      | 0-2         | Reggiana-Cittadella    | 3-0           | 20 feb.       |
| 24 ott.     | 1-0         | Salernitana-Ascoli     | 2-0           | 20 feb.       |
| 24 ott.     | 3-2         | SPAL-L.R. Vicenza      | 2-2           | 20 feb.       |
| 14 nov.     | 0-2         | Virtus Entella-Venezia | 2-3           | 20 feb.       |

| andata (6ª) | andata (6ª) | 6ª giornata            | ritorno (25ª) | ritorno (25ª) |
|             |             |                        |               |               |
| 31 ott.     | 0-1         | Ascoli-Pordenone       | 1-1           | 27 feb.       |
| 31 ott.     | 2-2         | Brescia-Virtus Entella | 1-1           | 27 feb.       |
| 31 ott.     | 2-0         | Chievo-Cosenza         | 0-1           | 27 feb.       |
| 31 ott.     | 1-2         | Cittadella-Monza       | 0-0           | 27 feb.       |
| 1º nov.     | 1-0         | Frosinone-Cremonese    | 0-4           | 27 feb.       |
| 31 ott.     | 4-4         | L.R. Vicenza-Pisa      | 2-2           | 27 feb.       |
| 2 nov.      | 3-1         | Lecce-Pescara          | 1-1           | 27 feb.       |
| 1º nov.     | 0-1         | Reggina-SPAL           | 4-1           | 27 feb.       |
| 31 ott.     | 3-0         | Salernitana-Reggiana   | 0-0           | 26 feb.       |
| 31 ott.     | 2-0         | Venezia-Empoli         | 1-1           | 26 feb.       |

| andata (7ª) | andata (7ª) | 7ª giornata            | ritorno (26ª) | ritorno (26ª) |
|             |             |                        |               |               |
| 7 nov.      | 1-2         | Cosenza-Brescia        | 0-2           | 2 mar.        |
| 7 nov.      | 0-1         | Cremonese-L.R. Vicenza | 1-3           | 2 mar.        |
| 7 nov.      | 3-0         | Empoli-Reggina         | 3-0           | 2 mar.        |
| 7 nov.      | 2-0         | Monza-Frosinone        | 2-2           | 2 mar.        |
| 8 nov.      | 3-1         | Pescara-Cittadella     | 1-0           | 2 mar.        |
| 8 dic.      | 2-1         | Pisa-Ascoli            | 2-0           | 2 mar.        |
| 7 nov.      | 1-1         | Pordenone-Chievo       | 0-3           | 2 mar.        |
| 8 nov.      | 2-1         | Reggiana-Venezia       | 1-2           | 1º mar.       |
| 6 nov.      | 2-0         | SPAL-Salernitana       | 0-0           | 2 mar.        |
| 8 nov.      | 1-5         | Virtus Entella-Lecce   | 0-0           | 2 mar.        |

| andata (8ª) | andata (8ª) | 8ª giornata           | ritorno (27ª) | ritorno (27ª) |
|             |             |                       |               |               |
| 22 nov.     | 1-1         | Ascoli-Virtus Entella | 0-0           | 6 mar.        |
| 21 nov.     | 2-2         | Brescia-Venezia       | 1-0           | 6 mar.        |
| 21 nov.     | 2-2         | Cittadella-Empoli     | 1-1           | 7 mar.        |
| 20 nov.     | 0-2         | Frosinone-Cosenza     | 2-1           | 6 mar.        |
| 19 gen.     | 1-1         | L.R. Vicenza-Chievo   | 2-1           | 8 mar.        |
| 21 nov.     | 7-1         | Lecce-Reggiana        | 4-0           | 7 mar.        |
| 21 nov.     | 1-1         | Pordenone-Monza       | 0-2           | 6 mar.        |
| 22 nov.     | 1-2         | Reggina-Pisa          | 0-0           | 6 mar.        |
| 23 nov.     | 2-1         | Salernitana-Cremonese | 1-0           | 6 mar.        |
| 21 nov.     | 2-0         | SPAL-Pescara          | 1-0           | 6 mar.        |

| andata (7ª) | andata (7ª) | 7ª giornata            | ritorno (26ª) | ritorno (26ª) |
|             |             |                        |               |               |
| 7 nov.      | 1-2         | Cosenza-Brescia        | 0-2           | 2 mar.        |
| 7 nov.      | 0-1         | Cremonese-L.R. Vicenza | 1-3           | 2 mar.        |
| 7 nov.      | 3-0         | Empoli-Reggina         | 3-0           | 2 mar.        |
| 7 nov.      | 2-0         | Monza-Frosinone        | 2-2           | 2 mar.        |
| 8 nov.      | 3-1         | Pescara-Cittadella     | 1-0           | 2 mar.        |
| 8 dic.      | 2-1         | Pisa-Ascoli            | 2-0           | 2 mar.        |
| 7 nov.      | 1-1         | Pordenone-Chievo       | 0-3           | 2 mar.        |
| 8 nov.      | 2-1         | Reggiana-Venezia       | 1-2           | 1º mar.       |
| 6 nov.      | 2-0         | SPAL-Salernitana       | 0-0           | 2 mar.        |
| 8 nov.      | 1-5         | Virtus Entella-Lecce   | 0-0           | 2 mar.        |

| andata (8ª) | andata (8ª) | 8ª giornata           | ritorno (27ª) | ritorno (27ª) |
|             |             |                       |               |               |
| 22 nov.     | 1-1         | Ascoli-Virtus Entella | 0-0           | 6 mar.        |
| 21 nov.     | 2-2         | Brescia-Venezia       | 1-0           | 6 mar.        |
| 21 nov.     | 2-2         | Cittadella-Empoli     | 1-1           | 7 mar.        |
| 20 nov.     | 0-2         | Frosinone-Cosenza     | 2-1           | 6 mar.        |
| 19 gen.     | 1-1         | L.R. Vicenza-Chievo   | 2-1           | 8 mar.        |
| 21 nov.     | 7-1         | Lecce-Reggiana        | 4-0           | 7 mar.        |
| 21 nov.     | 1-1         | Pordenone-Monza       | 0-2           | 6 mar.        |
| 22 nov.     | 1-2         | Reggina-Pisa          | 0-0           | 6 mar.        |
| 23 nov.     | 2-1         | Salernitana-Cremonese | 1-0           | 6 mar.        |
| 21 nov.     | 2-0         | SPAL-Pescara          | 1-0           | 6 mar.        |

| andata (9ª) | andata (9ª) | 9ª giornata         | ritorno (28ª) | ritorno (28ª) |
|             |             |                     |               |               |
| 28 nov.     | 1-2         | Brescia-Frosinone   | 1-0           | 13 mar.       |
| 27 nov.     | 1-2         | Chievo-Lecce        | 2-4           | 13 mar.       |
| 29 nov.     | 0-1         | Cosenza-Salernitana | 0-0           | 13 mar.       |
| 28 nov.     | 2-2         | Empoli-L.R. Vicenza | 2-0           | 13 mar.       |
| 28 nov.     | 1-0         | Monza-Reggina       | 0-1           | 13 mar.       |
| 28 nov.     | 0-2         | Pescara-Pordenone   | 0-0           | 13 mar.       |
| 28 nov.     | 1-4         | Pisa-Cittadella     | 0-2           | 12 mar.       |
| 29 nov.     | 1-1         | Reggiana-Cremonese  | 0-3           | 13 mar.       |
| 28 nov.     | 2-1         | Venezia-Ascoli      | 1-1           | 13 mar.       |
| 30 nov.     | 0-1         | Virtus Entella-SPAL | 0-0           | 12 mar.       |

| andata (10ª) | andata (10ª) | 10ª giornata             | ritorno (29ª) | ritorno (29ª) |
|              |              |                          |               |               |
| 4 dic.       | 0-2          | Ascoli-Pescara           | 3-2           | 16 mar.       |
| 5 dic.       | 2-1          | Cremonese-Virtus Entella | 2-0           | 16 mar.       |
| 5 dic.       | 3-2          | Frosinone-Chievo         | 0-0           | 16 mar.       |
| 6 dic.       | 1-1          | L.R. Vicenza-Cosenza     | 1-1           | 16 mar.       |
| 5 dic.       | 2-2          | Lecce-Venezia            | 3-2           | 16 mar.       |
| 7 dic.       | 0-0          | Pordenone-Empoli         | 0-1           | 16 mar.       |
| 6 dic.       | 3-0          | Reggiana-Monza           | 0-2           | 16 mar.       |
| 5 dic.       | 2-1          | Reggina-Brescia          | 0-1           | 16 mar.       |
| 5 dic.       | 1-0          | Salernitana-Cittadella   | 0-0           | 16 mar.       |
| 5 dic.       | 4-0          | SPAL-Pisa                | 0-3           | 15 mar.       |

| andata (9ª) | andata (9ª) | 9ª giornata         | ritorno (28ª) | ritorno (28ª) |
|             |             |                     |               |               |
| 28 nov.     | 1-2         | Brescia-Frosinone   | 1-0           | 13 mar.       |
| 27 nov.     | 1-2         | Chievo-Lecce        | 2-4           | 13 mar.       |
| 29 nov.     | 0-1         | Cosenza-Salernitana | 0-0           | 13 mar.       |
| 28 nov.     | 2-2         | Empoli-L.R. Vicenza | 2-0           | 13 mar.       |
| 28 nov.     | 1-0         | Monza-Reggina       | 0-1           | 13 mar.       |
| 28 nov.     | 0-2         | Pescara-Pordenone   | 0-0           | 13 mar.       |
| 28 nov.     | 1-4         | Pisa-Cittadella     | 0-2           | 12 mar.       |
| 29 nov.     | 1-1         | Reggiana-Cremonese  | 0-3           | 13 mar.       |
| 28 nov.     | 2-1         | Venezia-Ascoli      | 1-1           | 13 mar.       |
| 30 nov.     | 0-1         | Virtus Entella-SPAL | 0-0           | 12 mar.       |

| andata (10ª) | andata (10ª) | 10ª giornata             | ritorno (29ª) | ritorno (29ª) |
|              |              |                          |               |               |
| 4 dic.       | 0-2          | Ascoli-Pescara           | 3-2           | 16 mar.       |
| 5 dic.       | 2-1          | Cremonese-Virtus Entella | 2-0           | 16 mar.       |
| 5 dic.       | 3-2          | Frosinone-Chievo         | 0-0           | 16 mar.       |
| 6 dic.       | 1-1          | L.R. Vicenza-Cosenza     | 1-1           | 16 mar.       |
| 5 dic.       | 2-2          | Lecce-Venezia            | 3-2           | 16 mar.       |
| 7 dic.       | 0-0          | Pordenone-Empoli         | 0-1           | 16 mar.       |
| 6 dic.       | 3-0          | Reggiana-Monza           | 0-2           | 16 mar.       |
| 5 dic.       | 2-1          | Reggina-Brescia          | 0-1           | 16 mar.       |
| 5 dic.       | 1-0          | Salernitana-Cittadella   | 0-0           | 16 mar.       |
| 5 dic.       | 4-0          | SPAL-Pisa                | 0-3           | 15 mar.       |

| andata (11ª) | andata (11ª) | 11ª giornata          | ritorno (30ª) | ritorno (30ª) |  |
|              |              |                       |               |               |  |
| 12 dic.      | 3-1          | Brescia-Salernitana   | 0-1           | 21 mar.       |  |
| 11 dic.      | 3-0          | Chievo-Reggina        | 1-1           | 21 mar.       |  |
| 12 dic.      | 2-0          | Cittadella-SPAL       | 0-1           | 20 mar.       |  |
| 12 dic.      | 0-1          | Cosenza-Reggiana      | 1-1           | 20 mar.       |  |
| 12 dic.      | 3-3          | Cremonese-Ascoli      | 0-0           | 19 mar.       |  |
| 12 dic.      | 2-2          | Lecce-Frosinone       | 3-0           | 20 mar.       |  |
| 12 dic.      | 2-3          | Pescara-L.R. Vicenza  | 0-1           | 20 mar.       |  |
| 12 dic.      | 1-0          | Pisa-Pordenone        | 2-2           | 24 apr.       |  |
| 11 dic.      | 0-2          | Venezia-Monza         | 4-1           | 20 mar.       |  |
| 12 dic.      | 2-5          | Virtus Entella-Empoli | 0-1           | 20 mar.       |  |

| andata (12ª) | andata (12ª) | 12ª giornata            | ritorno (31ª) | ritorno (31ª) |
|              |              |                         |               |               |
| 15 dic.      | 0-3          | Ascoli-Cosenza          | 1-2           | 2 apr.        |
| 15 dic.      | 3-0          | Cittadella-L.R. Vicenza | 0-1           | 2 apr.        |
| 15 dic.      | 1-0          | Empoli-Cremonese        | 2-2           | 13 apr.       |
| 15 dic.      | 5-0          | Monza-Virtus Entella    | 1-1           | 2 apr.        |
| 15 dic.      | 0-0          | Pisa-Pescara            | 1-3           | 2 apr.        |
| 15 dic.      | 1-1          | Pordenone-Brescia       | 1-4           | 2 apr.        |
| 15 dic.      | 1-2          | Reggiana-Frosinone      | 0-0           | 2 apr.        |
| 14 dic.      | 1-2          | Reggina-Venezia         | 2-0           | 2 apr.        |
| 15 dic.      | 1-1          | Salernitana-Lecce       | 0-2           | 2 apr.        |
| 15 dic.      | 0-0          | SPAL-Chievo             | 1-1           | 2 apr.        |

| andata (11ª) | andata (11ª) | 11ª giornata          | ritorno (30ª) | ritorno (30ª) |  |
|              |              |                       |               |               |  |
| 12 dic.      | 3-1          | Brescia-Salernitana   | 0-1           | 21 mar.       |  |
| 11 dic.      | 3-0          | Chievo-Reggina        | 1-1           | 21 mar.       |  |
| 12 dic.      | 2-0          | Cittadella-SPAL       | 0-1           | 20 mar.       |  |
| 12 dic.      | 0-1          | Cosenza-Reggiana      | 1-1           | 20 mar.       |  |
| 12 dic.      | 3-3          | Cremonese-Ascoli      | 0-0           | 19 mar.       |  |
| 12 dic.      | 2-2          | Lecce-Frosinone       | 3-0           | 20 mar.       |  |
| 12 dic.      | 2-3          | Pescara-L.R. Vicenza  | 0-1           | 20 mar.       |  |
| 12 dic.      | 1-0          | Pisa-Pordenone        | 2-2           | 24 apr.       |  |
| 11 dic.      | 0-2          | Venezia-Monza         | 4-1           | 20 mar.       |  |
| 12 dic.      | 2-5          | Virtus Entella-Empoli | 0-1           | 20 mar.       |  |

| andata (12ª) | andata (12ª) | 12ª giornata            | ritorno (31ª) | ritorno (31ª) |
|              |              |                         |               |               |
| 15 dic.      | 0-3          | Ascoli-Cosenza          | 1-2           | 2 apr.        |
| 15 dic.      | 3-0          | Cittadella-L.R. Vicenza | 0-1           | 2 apr.        |
| 15 dic.      | 1-0          | Empoli-Cremonese        | 2-2           | 13 apr.       |
| 15 dic.      | 5-0          | Monza-Virtus Entella    | 1-1           | 2 apr.        |
| 15 dic.      | 0-0          | Pisa-Pescara            | 1-3           | 2 apr.        |
| 15 dic.      | 1-1          | Pordenone-Brescia       | 1-4           | 2 apr.        |
| 15 dic.      | 1-2          | Reggiana-Frosinone      | 0-0           | 2 apr.        |
| 14 dic.      | 1-2          | Reggina-Venezia         | 2-0           | 2 apr.        |
| 15 dic.      | 1-1          | Salernitana-Lecce       | 0-2           | 2 apr.        |
| 15 dic.      | 0-0          | SPAL-Chievo             | 1-1           | 2 apr.        |

| andata (13ª) | andata (13ª) | 13ª giornata             | ritorno (32ª) | ritorno (32ª) |
|              |              |                          |               |               |
| 19 dic.      | 3-1          | Brescia-Reggiana         | 2-2           | 5 apr.        |
| 19 dic.      | 1-1          | Chievo-Empoli            | 2-2           | 27 apr.       |
| 19 dic.      | 1-0          | Cremonese-Cosenza        | 1-0           | 5 apr.        |
| 18 dic.      | 0-0          | Frosinone-Salernitana    | 0-1           | 5 apr.        |
| 19 dic.      | 2-1          | L.R. Vicenza-Ascoli      | 1-2           | 5 apr.        |
| 19 dic.      | 0-3          | Lecce-Pisa               | 1-0           | 5 apr.        |
| 19 dic.      | 3-2          | Pescara-Monza            | 1-1           | 5 apr.        |
| 19 dic.      | 1-3          | Reggina-Cittadella       | 1-1           | 5 apr.        |
| 19 dic.      | 0-0          | Venezia-SPAL             | 1-1           | 5 apr.        |
| 18 dic.      | 0-1          | Virtus Entella-Pordenone | 0-3           | 5 apr.        |

| andata (14ª) | andata (14ª) | 14ª giornata               | ritorno (33ª) | ritorno (33ª) |
|              |              |                            |               |               |
| 22 dic.      | 1-0          | Cittadella-Frosinone       | 1-1           | 10 apr.       |
| 22 dic.      | 0-0          | Cosenza-Venezia            | 0-3           | 11 apr.       |
| 22 dic.      | 0-0          | Empoli-Reggiana            | 1-0           | 9 apr.        |
| 22 dic.      | 1-1          | L.R. Vicenza-Reggina       | 0-3           | 11 apr.       |
| 22 dic.      | 2-0          | Monza-Ascoli               | 0-1           | 10 apr.       |
| 22 dic.      | 1-1          | Pescara-Brescia            | 1-1           | 10 apr.       |
| 22 dic.      | 2-2          | Pisa-Chievo                | 0-2           | 12 apr.       |
| 22 dic.      | 1-2          | Pordenone-Cremonese        | 1-2           | 10 apr.       |
| 21 dic.      | 2-1          | Salernitana-Virtus Entella | 3-0           | 10 apr.       |
| 22 dic.      | 1-0          | SPAL-Lecce                 | 2-1           | 10 apr.       |

| andata (13ª) | andata (13ª) | 13ª giornata             | ritorno (32ª) | ritorno (32ª) |
|              |              |                          |               |               |
| 19 dic.      | 3-1          | Brescia-Reggiana         | 2-2           | 5 apr.        |
| 19 dic.      | 1-1          | Chievo-Empoli            | 2-2           | 27 apr.       |
| 19 dic.      | 1-0          | Cremonese-Cosenza        | 1-0           | 5 apr.        |
| 18 dic.      | 0-0          | Frosinone-Salernitana    | 0-1           | 5 apr.        |
| 19 dic.      | 2-1          | L.R. Vicenza-Ascoli      | 1-2           | 5 apr.        |
| 19 dic.      | 0-3          | Lecce-Pisa               | 1-0           | 5 apr.        |
| 19 dic.      | 3-2          | Pescara-Monza            | 1-1           | 5 apr.        |
| 19 dic.      | 1-3          | Reggina-Cittadella       | 1-1           | 5 apr.        |
| 19 dic.      | 0-0          | Venezia-SPAL             | 1-1           | 5 apr.        |
| 18 dic.      | 0-1          | Virtus Entella-Pordenone | 0-3           | 5 apr.        |

| andata (14ª) | andata (14ª) | 14ª giornata               | ritorno (33ª) | ritorno (33ª) |
|              |              |                            |               |               |
| 22 dic.      | 1-0          | Cittadella-Frosinone       | 1-1           | 10 apr.       |
| 22 dic.      | 0-0          | Cosenza-Venezia            | 0-3           | 11 apr.       |
| 22 dic.      | 0-0          | Empoli-Reggiana            | 1-0           | 9 apr.        |
| 22 dic.      | 1-1          | L.R. Vicenza-Reggina       | 0-3           | 11 apr.       |
| 22 dic.      | 2-0          | Monza-Ascoli               | 0-1           | 10 apr.       |
| 22 dic.      | 1-1          | Pescara-Brescia            | 1-1           | 10 apr.       |
| 22 dic.      | 2-2          | Pisa-Chievo                | 0-2           | 12 apr.       |
| 22 dic.      | 1-2          | Pordenone-Cremonese        | 1-2           | 10 apr.       |
| 21 dic.      | 2-1          | Salernitana-Virtus Entella | 3-0           | 10 apr.       |
| 22 dic.      | 1-0          | SPAL-Lecce                 | 2-1           | 10 apr.       |

| andata (15ª) | andata (15ª) | 15ª giornata           | ritorno (34ª) | ritorno (34ª) |
|              |              |                        |               |               |
| 27 dic.      | 2-0          | Ascoli-SPAL            | 2-1           | 16 apr.       |
| 27 dic.      | 1-3          | Brescia-Empoli         | 2-4           | 17 apr.       |
| 27 gen.      | 2-1          | Chievo-Cittadella      | 0-1           | 17 apr.       |
| 27 dic.      | 1-1          | Cosenza-Pisa           | 0-3           | 17 apr.       |
| 27 dic.      | 0-2          | Cremonese-Monza        | 1-2           | 17 apr.       |
| 27 dic.      | 1-1          | Frosinone-Pordenone    | 0-2           | 17 apr.       |
| 27 dic.      | 2-1          | Lecce-L.R. Vicenza     | 2-1           | 17 apr.       |
| 27 dic.      | 0-1          | Reggiana-Reggina       | 1-2           | 17 apr.       |
| 27 dic.      | 1-2          | Venezia-Salernitana    | 1-2           | 17 apr.       |
| 27 dic.      | 3-0          | Virtus Entella-Pescara | 1-1           | 27 apr.       |

| andata (16ª) | andata (16ª) | 16ª giornata                | ritorno (35ª) | ritorno (35ª) |
|              |              |                             |               |               |
| 30 dic.      | 1-1          | Chievo-Venezia              | 1-3           | 1º mag.       |
| 30 dic.      | 2-2          | Cittadella-Lecce            | 3-1           | 1º mag.       |
| 30 dic.      | 1-1          | Empoli-Ascoli               | 0-2           | 1º mag.       |
| 30 dic.      | 0-1          | L.R. Vicenza-Virtus Entella | 2-1           | 1º mag.       |
| 30 dic.      | 3-0          | Monza-Salernitana           | 3-1           | 1º mag.       |
| 30 dic.      | 0-0          | Pescara-Cosenza             | 0-3           | 1º mag.       |
| 2 feb.       | 0-0          | Pisa-Frosinone              | 1-3           | 1º mag.       |
| 30 dic.      | 3-0          | Pordenone-Reggiana          | 0-1           | 1º mag.       |
| 30 dic.      | 1-0          | Reggina-Cremonese           | 1-1           | 1º mag.       |
| 30 dic.      | 2-3          | SPAL-Brescia                | 1-3           | 1º mag.       |

| andata (15ª) | andata (15ª) | 15ª giornata           | ritorno (34ª) | ritorno (34ª) |
|              |              |                        |               |               |
| 27 dic.      | 2-0          | Ascoli-SPAL            | 2-1           | 16 apr.       |
| 27 dic.      | 1-3          | Brescia-Empoli         | 2-4           | 17 apr.       |
| 27 gen.      | 2-1          | Chievo-Cittadella      | 0-1           | 17 apr.       |
| 27 dic.      | 1-1          | Cosenza-Pisa           | 0-3           | 17 apr.       |
| 27 dic.      | 0-2          | Cremonese-Monza        | 1-2           | 17 apr.       |
| 27 dic.      | 1-1          | Frosinone-Pordenone    | 0-2           | 17 apr.       |
| 27 dic.      | 2-1          | Lecce-L.R. Vicenza     | 2-1           | 17 apr.       |
| 27 dic.      | 0-1          | Reggiana-Reggina       | 1-2           | 17 apr.       |
| 27 dic.      | 1-2          | Venezia-Salernitana    | 1-2           | 17 apr.       |
| 27 dic.      | 3-0          | Virtus Entella-Pescara | 1-1           | 27 apr.       |

| andata (16ª) | andata (16ª) | 16ª giornata                | ritorno (35ª) | ritorno (35ª) |
|              |              |                             |               |               |
| 30 dic.      | 1-1          | Chievo-Venezia              | 1-3           | 1º mag.       |
| 30 dic.      | 2-2          | Cittadella-Lecce            | 3-1           | 1º mag.       |
| 30 dic.      | 1-1          | Empoli-Ascoli               | 0-2           | 1º mag.       |
| 30 dic.      | 0-1          | L.R. Vicenza-Virtus Entella | 2-1           | 1º mag.       |
| 30 dic.      | 3-0          | Monza-Salernitana           | 3-1           | 1º mag.       |
| 30 dic.      | 0-0          | Pescara-Cosenza             | 0-3           | 1º mag.       |
| 2 feb.       | 0-0          | Pisa-Frosinone              | 1-3           | 1º mag.       |
| 30 dic.      | 3-0          | Pordenone-Reggiana          | 0-1           | 1º mag.       |
| 30 dic.      | 1-0          | Reggina-Cremonese           | 1-1           | 1º mag.       |
| 30 dic.      | 2-3          | SPAL-Brescia                | 1-3           | 1º mag.       |

| andata (17ª) | andata (17ª) | 17ª giornata              | ritorno (36ª) | ritorno (36ª) |
|              |              |                           |               |               |
| 4 gen.       | 2-1          | Ascoli-Reggina            | 2-2           | 4 mag.        |
| 4 gen.       | 0-3          | Brescia-L.R. Vicenza      | 3-0           | 4 mag.        |
| 4 gen.       | 0-2          | Cosenza-Empoli            | 0-4           | 4 mag.        |
| 4 gen.       | 0-2          | Cremonese-Chievo          | 1-1           | 4 mag.        |
| 4 gen.       | 1-2          | Frosinone-SPAL            | 1-0           | 4 mag.        |
| 4 gen.       | 0-0          | Lecce-Monza               | 0-1           | 4 mag.        |
| 4 gen.       | 0-1          | Reggiana-Pescara          | 0-1           | 4 mag.        |
| 4 gen.       | 0-2          | Salernitana-Pordenone     | 2-1           | 4 mag.        |
| 4 gen.       | 1-1          | Venezia-Pisa              | 2-2           | 4 mag.        |
| 4 gen.       | 1-0          | Virtus Entella-Cittadella | 0-1           | 4 mag.        |

| andata (18ª) | andata (18ª) | 18ª giornata           | ritorno (37ª) | ritorno (37ª) |
|              |              |                        |               |               |
| 15 gen.      | 2-1          | Chievo-Virtus Entella  | 3-1           | 7 mag.        |
| 16 gen.      | 1-0          | Cittadella-Ascoli      | 0-2           | 7 mag.        |
| 17 gen.      | 5-0          | Empoli-Salernitana     | 0-2           | 7 mag.        |
| 15 gen.      | 0-0          | L.R. Vicenza-Frosinone | 1-1           | 7 mag.        |
| 16 gen.      | 2-2          | Monza-Cosenza          | 3-0           | 7 mag.        |
| 17 gen.      | 0-2          | Pescara-Cremonese      | 0-3           | 7 mag.        |
| 16 gen.      | 1-0          | Pisa-Brescia           | 3-4           | 7 mag.        |
| 16 gen.      | 2-0          | Pordenone-Venezia      | 0-0           | 7 mag.        |
| 16 gen.      | 0-1          | Reggina-Lecce          | 2-2           | 7 mag.        |
| 18 gen.      | 2-0          | SPAL-Reggiana          | 2-1           | 7 mag.        |

| andata (17ª) | andata (17ª) | 17ª giornata              | ritorno (36ª) | ritorno (36ª) |
|              |              |                           |               |               |
| 4 gen.       | 2-1          | Ascoli-Reggina            | 2-2           | 4 mag.        |
| 4 gen.       | 0-3          | Brescia-L.R. Vicenza      | 3-0           | 4 mag.        |
| 4 gen.       | 0-2          | Cosenza-Empoli            | 0-4           | 4 mag.        |
| 4 gen.       | 0-2          | Cremonese-Chievo          | 1-1           | 4 mag.        |
| 4 gen.       | 1-2          | Frosinone-SPAL            | 1-0           | 4 mag.        |
| 4 gen.       | 0-0          | Lecce-Monza               | 0-1           | 4 mag.        |
| 4 gen.       | 0-1          | Reggiana-Pescara          | 0-1           | 4 mag.        |
| 4 gen.       | 0-2          | Salernitana-Pordenone     | 2-1           | 4 mag.        |
| 4 gen.       | 1-1          | Venezia-Pisa              | 2-2           | 4 mag.        |
| 4 gen.       | 1-0          | Virtus Entella-Cittadella | 0-1           | 4 mag.        |

| andata (18ª) | andata (18ª) | 18ª giornata           | ritorno (37ª) | ritorno (37ª) |
|              |              |                        |               |               |
| 15 gen.      | 2-1          | Chievo-Virtus Entella  | 3-1           | 7 mag.        |
| 16 gen.      | 1-0          | Cittadella-Ascoli      | 0-2           | 7 mag.        |
| 17 gen.      | 5-0          | Empoli-Salernitana     | 0-2           | 7 mag.        |
| 15 gen.      | 0-0          | L.R. Vicenza-Frosinone | 1-1           | 7 mag.        |
| 16 gen.      | 2-2          | Monza-Cosenza          | 3-0           | 7 mag.        |
| 17 gen.      | 0-2          | Pescara-Cremonese      | 0-3           | 7 mag.        |
| 16 gen.      | 1-0          | Pisa-Brescia           | 3-4           | 7 mag.        |
| 16 gen.      | 2-0          | Pordenone-Venezia      | 0-0           | 7 mag.        |
| 16 gen.      | 0-1          | Reggina-Lecce          | 2-2           | 7 mag.        |
| 18 gen.      | 2-0          | SPAL-Reggiana          | 2-1           | 7 mag.        |

| \| andata (19ª) \| andata (19ª) \| 19ª giornata \| ritorno (38ª) \| ritorno (38ª) \| \| \| \| \| \| \| \| 23 gen. \| 0-0 \| Ascoli-Chievo \| 0-3 \| 10 mag. \| \| 25 gen. \| 0-1 \| Brescia-Monza \| 2-0 \| 10 mag. \| \| 23 gen. \| 0-0 \| Cosenza-Pordenone \| 0-2 \| 10 mag. \| \| 24 gen. \| 1-1 \| Cremonese-SPAL \| 0-1 \| 10 mag. \| \| 23 gen. \| 1-1 \| Frosinone-Reggina \| 4-0 \| 10 mag. \| \| 24 gen. \| 2-2 \| Lecce-Empoli \| 1-2 \| 10 mag. \| \| 23 gen. \| 2-1 \| Reggiana-L.R. Vicenza \| 1-2 \| 10 mag. \| \| 23 gen. \| 2-0 \| Salernitana-Pescara \| 3-0 \| 10 mag. \| \| 23 gen. \| 1-0 \| Venezia-Cittadella \| 1-1 \| 10 mag. \| \| 22 gen. \| 2-1 \| Virtus Entella-Pisa \| 2-3 \| 10 mag. \| |              |                       |               |               |
| andata (19ª) | andata (19ª) | 19ª giornata          | ritorno (38ª) | ritorno (38ª) |
| |              |                       |               |               |
| 23 gen. | 0-0          | Ascoli-Chievo         | 0-3           | 10 mag.       |
| 25 gen. | 0-1          | Brescia-Monza         | 2-0           | 10 mag.       |
| 23 gen. | 0-0          | Cosenza-Pordenone     | 0-2           | 10 mag.       |
| 24 gen. | 1-1          | Cremonese-SPAL        | 0-1           | 10 mag.       |
| 23 gen. | 1-1          | Frosinone-Reggina     | 4-0           | 10 mag.       |
| 24 gen. | 2-2          | Lecce-Empoli          | 1-2           | 10 mag.       |
| 23 gen. | 2-1          | Reggiana-L.R. Vicenza | 1-2           | 10 mag.       |
| 23 gen. | 2-0          | Salernitana-Pescara   | 3-0           | 10 mag.       |
| 23 gen. | 1-0          | Venezia-Cittadella    | 1-1           | 10 mag.       |
| 22 gen. | 2-1          | Virtus Entella-Pisa   | 2-3           | 10 mag.       |

| andata (19ª) | andata (19ª) | 19ª giornata          | ritorno (38ª) | ritorno (38ª) |
|              |              |                       |               |               |
| 23 gen.      | 0-0          | Ascoli-Chievo         | 0-3           | 10 mag.       |
| 25 gen.      | 0-1          | Brescia-Monza         | 2-0           | 10 mag.       |
| 23 gen.      | 0-0          | Cosenza-Pordenone     | 0-2           | 10 mag.       |
| 24 gen.      | 1-1          | Cremonese-SPAL        | 0-1           | 10 mag.       |
| 23 gen.      | 1-1          | Frosinone-Reggina     | 4-0           | 10 mag.       |
| 24 gen.      | 2-2          | Lecce-Empoli          | 1-2           | 10 mag.       |
| 23 gen.      | 2-1          | Reggiana-L.R. Vicenza | 1-2           | 10 mag.       |
| 23 gen.      | 2-0          | Salernitana-Pescara   | 3-0           | 10 mag.       |
| 23 gen.      | 1-0          | Venezia-Cittadella    | 1-1           | 10 mag.       |
| 22 gen.      | 2-1          | Virtus Entella-Pisa   | 2-3           | 10 mag.       |

## Spareggi

### Play-off
Il terzo e ultimo posto utile alla promozione in Serie A è assegnato tramite play-off a sei (strutturati attraverso un turno preliminare, semifinali e finale) a cui accedono le formazioni classificate dalla terza all'ottava posizione della graduatoria: la quinta affronta l'ottava e la vincitrice gioca poi contro la quarta; la sesta incontra la settima e la vincitrice sfida la terza. Le due vincenti disputano infine la finale per la promozione. Il regolamento dei play-off stabilisce quanto segue:
- I turni preliminari tra quinta e ottava e tra sesta e settima prevedono una partita unica sul campo della meglio piazzata nella stagione regolare. Nel caso di pareggio al termine dei tempi regolamentari, si disputano i supplementari. Se persiste la parità, passa il turno la squadra meglio classificata nella stagione regolare, senza effettuare i calci di rigore.
- Le semifinali prevedono una gara di andata in casa delle squadre che hanno disputato il turno preliminare e una di ritorno in casa della terza e della quarta classificata nella stagione regolare. In caso di parità nel risultato aggregato, passa in finale la squadra meglio classificata nella stagione regolare, senza la disputa dei supplementari e tantomeno dei calci di rigore.
- La finale si disputa tra le vincenti delle semifinali con gare di andata e ritorno, quest'ultima in casa della meglio classificata in campionato. In caso di parità, viene promossa in Serie A la squadra meglio classificata nella stagione regolare, senza la disputa dei supplementari e tantomeno dei calci di rigore. Nel caso in cui le due finaliste avessero terminato la stagione regolare a pari punti, la gara di ritorno prevederebbe i tempi supplementari ed eventuali calci di rigore. Dai play-off è prevista l'introduzione del VAR.

#### Tabellone
|  | Quarti di finale | Quarti di finale | Quarti di finale |  |  | Semifinali | Semifinali | Semifinali | Semifinali | Semifinali |   |   | Finale | Finale     | Finale | Finale | Finale |  |
|  |                  |                  |                  |  |  |            |            |            |            |            |   |   |        |            |        |        |        |  |
|  | 6                | Cittadella       | 1                |  |  |            |            |            |            |            |   |   |        |            |        |        |        |  |
|  | 7                | Brescia          | 0                |  |  | 6          | Cittadella | 3          | 0          | 3          |   |   |        |            |        |        |        |  |
|  |                  |                  |                  |  |  | 3          | Monza      | 0          | 2          | 2          |   |   |        |            |        |        |        |  |
|  |                  |                  |                  |  |  |            |            |            |            |            |   |   | 6      | Cittadella | 0      | 1      | 1      |  |
|  | 5                | Venezia (dts)    | 3                |  |  |            |            | 5          | Venezia    | 1          | 1 | 2 |        |            |        |        |        |  |
|  | 8                | Chievo           | 2                |  |  | 5          | Venezia    | 1          | 1          | 2          |   |   |        |            |        |        |        |  |
|  |                  |                  |                  |  |  | 4          | Lecce      | 0          | 1          | 1          |   |   |        |            |        |        |        |  |

.

#### Turno preliminare
|            | Risultati |         | Luogo e data               |
| ---------- | --------- | ------- | -------------------------- |
| Cittadella | 1-0       | Brescia | Cittadella, 13 maggio 2021 |
| Venezia    | 3-2 (dts) | Chievo  | Venezia, 13 maggio 2021    |
|            |           |         |                            |

#### Semifinali
|            | Risultati |            | Luogo e data               |
| ---------- | --------- | ---------- | -------------------------- |
| Cittadella | 3-0       | Monza      | Cittadella, 17 maggio 2021 |
| Monza      | 2-0       | Cittadella | Monza, 20 maggio 2021      |
|            |           |            |                            |
| Venezia    | 1-0       | Lecce      | Venezia, 17 maggio 2021    |
| Lecce      | 1-1       | Venezia    | Lecce, 20 maggio 2021      |
|            |           |            |                            |

#### Finale
|            | Risultati |            | Luogo e data               |
| ---------- | --------- | ---------- | -------------------------- |
| Cittadella | 0-1       | Venezia    | Cittadella, 23 maggio 2021 |
| Venezia    | 1-1       | Cittadella | Venezia, 27 maggio 2021    |
|            |           |            |                            |

### Play-out
Il play-out per la retrocessione in Serie C non si è disputato in quanto il distacco in graduatoria tra il Cosenza, diciassettesimo classificato, e l'Ascoli, sedicesimo classificato, è superiore a quattro punti. Pertanto la squadra calabrese è retrocessa direttamente in Serie C.

## Statistiche

### Squadre

#### Capoliste solitarie
|    | ——  | —— | —— | ——  | ——  | ——  | —— | ——          | ——          | ——          | ——     | ——     | ——  | ——  | ——  | ——     | ——     | ——     | ——     | ——     | ——     | ——     | ——     | ——     | ——     | ——     | ——     | ——     | ——     | ——     | ——     | ——     | ——     | ——     | ——     | ——     | ——     | —— |  |
|    | Cit |    |    | Emp | Sal | Emp |    | Salernitana | Salernitana | Salernitana | Empoli | Empoli | Sal | Sal |     | Empoli | Empoli | Empoli | Empoli | Empoli | Empoli | Empoli | Empoli | Empoli | Empoli | Empoli | Empoli | Empoli | Empoli | Empoli | Empoli | Empoli | Empoli | Empoli | Empoli | Empoli | Empoli |    |  |
|    |     |    |    |     |     |     |    |             |             |             |        |        |     |     |     |        |        |        |        |        |        |        |        |        |        |        |        |        |        |        |        |        |        |        |        |        |        |    |  |
|    |     |    |    |     |     |     |    |             |             |             |        |        |     |     |     |        |        |        |        |        |        |        |        |        |        |        |        |        |        |        |        |        |        |        |        |        |        |    |  |
| 1ª | 2ª  | 3ª | 4ª | 5ª  | 6ª  | 7ª  | 8ª | 9ª          | 10ª         | 11ª         | 12ª    | 13ª    | 14ª | 15ª | 16ª | 17ª    | 18ª    | 19ª    | 20ª    | 21ª    | 22ª    | 23ª    | 24ª    | 25ª    | 26ª    | 27ª    | 28ª    | 29ª    | 30ª    | 31ª    | 32ª    | 33ª    | 34ª    | 35ª    | 36ª    | 37ª    | 38ª    |    |  |

#### Classifica in divenire
|                | 1ª | 2ª | 3ª | 4ª | 5ª  | 6ª | 7ª | 8ª  | 9ª | 10ª | 11ª | 12ª | 13ª | 14ª | 15ª | 16ª | 17ª | 18ª | 19ª | 20ª | 21ª | 22ª | 23ª | 24ª | 25ª | 26ª | 27ª | 28ª | 29ª | 30ª | 31ª | 32ª | 33ª | 34ª | 35ª | 36ª | 37ª | 38ª |
|                |    |    |    |    |     |    |    |     |    |     |     |     |     |     |     |     |     |     |     |     |     |     |     |     |     |     |     |     |     |     |     |     |     |     |     |     |     |     |
| -------------- | -- | -- | -- | -- | --- | -- | -- | --- | -- | --- | --- | --- | --- | --- | --- | --- | --- | --- | --- | --- | --- | --- | --- | --- | --- | --- | --- | --- | --- | --- | --- | --- | --- | --- | --- | --- | --- | --- |
| Ascoli         | 1  | 1  | 1  | 4  | 4   | 4  | 4* | 5   | 5  | 5   | 6   | 6   | 6   | 6   | 9   | 10  | 13  | 13  | 14  | 17  | 20  | 21  | 21  | 21  | 22  | 22  | 23  | 24  | 27  | 28  | 28  | 31  | 34  | 37  | 40  | 41  | 44  | 44  |
| Brescia        | 1  | 1  | 4  | 4  | 4*  | 5  | 8  | 9   | 9  | 9   | 13* | 14  | 17  | 18  | 18  | 21  | 21  | 21  | 21  | 21  | 22  | 23  | 26  | 26  | 27  | 30  | 33  | 36  | 39  | 39  | 42  | 43  | 44  | 44  | 47  | 50  | 53  | 56  |
| Chievo         | 1  | 1  | 4  | 7  | 10  | 13 | 14 | 14* | 14 | 14  | 17  | 18  | 19  | 20  | 20* | 21  | 24  | 27  | 29* | 35* | 36  | 39  | 39  | 39  | 39  | 42  | 42  | 42  | 43  | 44  | 45  | 45* | 48  | 49* | 49  | 50  | 53  | 56  |
| Cittadella     | 3  | 6  | 7  | 10 | 10* | 10 | 10 | 11  | 14 | 14  | 17  | 20  | 23  | 26  | 26* | 27  | 27  | 33* | 33  | 34  | 35  | 36  | 39  | 39  | 40  | 40  | 41  | 44  | 45  | 45  | 45  | 46  | 47  | 50  | 53  | 56  | 56  | 57  |
| Cosenza        | 1  | 2  | 3  | 4  | 5   | 5  | 5  | 8   | 8  | 9   | 9   | 12  | 12  | 13  | 14  | 15  | 15  | 16  | 17  | 20  | 21  | 22  | 23  | 23  | 26  | 26  | 26  | 27  | 28  | 29  | 32  | 32  | 32  | 32  | 35  | 35  | 35  | 35  |
| Cremonese      | 0  | 1  | 2  | 3  | 3*  | 3  | 3  | 3   | 4  | 7   | 9*  | 9   | 12  | 15  | 15  | 15  | 15  | 18  | 19  | 20  | 23  | 23  | 23  | 26  | 29  | 29  | 29  | 32  | 35  | 36  | 36* | 39  | 43* | 43  | 44  | 45  | 48  | 48  |
| Empoli         | 3  | 4  | 7  | 10 | 13  | 13 | 16 | 17  | 18 | 19  | 22  | 25  | 26  | 27  | 30  | 31  | 34  | 37  | 38  | 41  | 42  | 43  | 44  | 45  | 46  | 49  | 50  | 53  | 56  | 59  | 59* | 59* | 63* | 67* | 67  | 70  | 70  | 73  |
| Frosinone      | 0  | 3  | 6  | 7  | 10  | 13 | 13 | 13  | 16 | 19  | 20  | 23  | 24  | 24  | 25  | 25* | 25  | 26  | 27  | 27  | 28* | 29  | 32  | 33  | 33  | 34  | 37  | 37  | 38  | 38  | 39  | 39  | 40  | 40  | 43  | 46  | 47  | 50  |
| Lecce          | 1  | 4  | 4  | 5  | 6   | 9  | 12 | 15  | 18 | 19  | 20  | 21  | 21  | 21  | 24  | 25  | 26  | 29  | 30  | 31  | 31  | 32  | 35  | 38  | 39  | 40  | 43  | 46  | 49  | 52  | 55  | 58  | 58  | 61  | 61  | 61  | 62  | 62  |
| L.R. Vicenza   | 0  | 1  | 1* | 2  | 2   | 3  | 6  | 6*  | 7  | 8   | 12* | 12  | 15  | 16  | 16  | 16  | 19  | 20  | 21* | 22  | 25  | 25  | 26  | 27  | 28  | 31  | 34  | 34  | 35  | 38  | 41  | 41  | 41  | 41  | 44  | 44  | 45  | 48  |
| Monza          | 1  | 2  | 2* | 3  | 3   | 6  | 9  | 10  | 13 | 14* | 17  | 20  | 20  | 23  | 26  | 29  | 30  | 31  | 34  | 35  | 36  | 39  | 39  | 42  | 43  | 44  | 47  | 47  | 50  | 50  | 51  | 52  | 52  | 55  | 58  | 61  | 64  | 64  |
| Pescara        | 1  | 1  | 1  | 1  | 1   | 1  | 4  | 4   | 4  | 7   | 7   | 8   | 11  | 12  | 12  | 13  | 16  | 16  | 16  | 16  | 16  | 17  | 17  | 18  | 19  | 22  | 22  | 23  | 23  | 23  | 26  | 27  | 28  | 29* | 29  | 32  | 32  | 32  |
| Pisa           | 1  | 2  | 2  | 3  | 3   | 4  | 4* | 7   | 7  | 7   | 13* | 14  | 17  | 18  | 19  | 19* | 20  | 23  | 23  | 26  | 27* | 28  | 31  | 32  | 33  | 36  | 37  | 37  | 40  | 40* | 40  | 40  | 40  | 44* | 44  | 45  | 45  | 48  |
| Pordenone      | 1  | 2  | 3  | 3  | 4   | 7  | 8  | 9   | 12 | 13  | 13  | 14  | 17  | 17  | 18  | 21  | 24  | 27  | 28  | 29  | 29  | 32  | 32  | 32  | 33  | 33  | 33  | 34  | 34  | 34* | 34  | 37  | 37  | 41* | 41  | 41  | 42  | 45  |
| Reggiana       | 1  | 4  | 4  | 4  | 4*  | 4  | 7  | 7   | 8  | 11  | 14  | 14  | 14  | 15  | 15  | 15  | 15  | 15  | 18  | 18  | 21  | 21  | 24  | 27  | 28  | 28  | 28  | 28  | 28  | 29  | 30  | 31  | 31  | 31  | 34  | 34  | 34  | 34  |
| Reggina        | 1  | 4  | 5  | 6  | 7   | 7  | 7  | 7   | 7  | 10  | 10  | 10  | 10  | 11  | 14  | 17  | 17  | 17  | 18  | 19  | 22  | 25  | 26  | 29  | 32  | 32  | 33  | 36  | 36  | 37  | 40  | 41  | 44  | 47  | 48  | 49  | 50  | 50  |
| Salernitana    | 1  | 4  | 7  | 8  | 11  | 14 | 14 | 17  | 20 | 23  | 23  | 24  | 25  | 28  | 31  | 31  | 31  | 31  | 34  | 35  | 36  | 37  | 38  | 41  | 42  | 43  | 46  | 47  | 48  | 51  | 51  | 54  | 57  | 60  | 60  | 63  | 66  | 69  |
| SPAL           | 1  | 2  | 3  | 3  | 6   | 9  | 12 | 15  | 18 | 21  | 21  | 22  | 23  | 26  | 26  | 26  | 29  | 32  | 33  | 34  | 35  | 35  | 36  | 37  | 37  | 38  | 41  | 42  | 42  | 45  | 46  | 47  | 50  | 50  | 50  | 50  | 53  | 56  |
| Venezia        | 3  | 3  | 4  | 7  | 7*  | 10 | 10 | 14* | 17 | 18  | 18  | 21  | 22  | 23  | 23  | 24  | 25  | 25  | 28  | 29  | 32  | 35  | 38  | 41  | 42  | 45  | 45  | 46  | 46  | 49  | 49  | 50  | 53  | 53  | 56  | 57  | 58  | 59  |
| Virtus Entella | 1  | 1  | 2  | 3  | 3*  | 4  | 4  | 5   | 5  | 5   | 5   | 5   | 5   | 5   | 8   | 11  | 14  | 14  | 17  | 17  | 17  | 17  | 17  | 17  | 18  | 19  | 20  | 21  | 21  | 21  | 22  | 22  | 22  | 23* | 23  | 23  | 23  | 23  |

NOTA: l'asterisco indica che l'incontro è stato rinviato o sospeso ed è presente sia in corrispondenza del turno rinviato sia in corrispondenza del turno immediatamente successivo al recupero: serve a segnalare che, nella stessa giornata successiva al recupero, la formazione vincente dispone di un punteggio maggiore. L'asterisco non compare con la squadra che esce sconfitta dal recupero (né in corrispondenza del rinvio, né per il recupero stesso), invece è da usare con entrambe le squadre se il recupero termina con un pareggio.

#### Classifiche di rendimento

##### Rendimento andata-ritorno
| Andata         | Andata | Ritorno        | Ritorno |
|                |        |                |         |
| Empoli         | 38     | Empoli         | 35      |
| Monza          | 34     | Salernitana    | 35      |
| Salernitana    | 34     | Brescia        | 35      |
| Cittadella     | 33     | Reggina        | 32      |
| SPAL           | 33     | Lecce          | 32      |
| Chievo         | 32     | Venezia        | 31      |
| Lecce          | 30     | Monza          | 30      |
| Pordenone      | 28     | Ascoli         | 30      |
| Venezia        | 28     | Cremonese      | 29      |
| Frosinone      | 28     | L.R. Vicenza   | 27      |
| Pisa           | 24     | Frosinone      | 25      |
| L.R. Vicenza   | 21     | Chievo         | 24      |
| Brescia        | 21     | Cittadella     | 24      |
| Cremonese      | 19     | Pisa           | 24      |
| Reggina        | 18     | SPAL           | 23      |
| Reggiana       | 18     | Cosenza        | 18      |
| Cosenza        | 17     | Pordenone      | 17      |
| Virtus Entella | 17     | Reggiana       | 16      |
| Pescara        | 16     | Pescara        | 16      |
| Ascoli         | 14     | Virtus Entella | 6       |

##### Rendimento casa-trasferta
| Casa           | Casa | Trasferta      | Trasferta |
|                |      |                |           |
| Empoli         | 41   | Lecce          | 35        |
| Salernitana    | 39   | Empoli         | 32        |
| Chievo         | 35   | Monza          | 31        |
| Cittadella     | 34   | Salernitana    | 30        |
| Monza          | 33   | Venezia        | 29        |
| Brescia        | 32   | Frosinone      | 29        |
| Pisa           | 31   | SPAL           | 26        |
| Venezia        | 30   | L.R. Vicenza   | 25        |
| SPAL           | 30   | Brescia        | 24        |
| Ascoli         | 29   | Cittadella     | 23        |
| Reggina        | 28   | Reggina        | 22        |
| Cremonese      | 27   | Cremonese      | 21        |
| Lecce          | 27   | Chievo         | 21        |
| Pordenone      | 25   | Pordenone      | 20        |
| Reggiana       | 23   | Cosenza        | 17        |
| L.R. Vicenza   | 23   | Pisa           | 17        |
| Frosinone      | 21   | Pescara        | 15        |
| Cosenza        | 18   | Ascoli         | 15        |
| Pescara        | 17   | Reggiana       | 11        |
| Virtus Entella | 13   | Virtus Entella | 10        |

#### Primati stagionali
Squadre
- Maggior numero di vittorie: Empoli e Salernitana (19)
- Maggior numero di pareggi: Cosenza (17)
- Maggior numero di sconfitte: Virtus Entella (23)
- Minor numero di vittorie: Virtus Entella (4)
- Minor numero di pareggi: Reggiana (7)
- Minor numero di sconfitte: Empoli (3)
- Miglior attacco: Empoli e Lecce (68 gol fatti)
- Peggior attacco: Cosenza e Pescara (29 gol fatti)
- Miglior difesa: Monza (33 gol subìti)
- Peggior difesa: Virtus Entella (64 gol subìti)
- Miglior differenza reti: Empoli (+33)
- Peggior differenza reti: Virtus Entella (-34)
- Miglior serie positiva: Empoli (28, 7ª-34ª giornata)
- Peggior serie negativa: Virtus Entella (6, 9ª-14ª giornata)
- Maggior numero di vittorie consecutive: SPAL (6, 5ª-10ª giornata) e Lecce (6, 27ª-32ª giornata)

Partite
- Partita con più gol: L.R. Vicenza-Pisa 4-4 e Lecce-Reggiana 7-1 (8)
- Pareggio con più gol: L.R. Vicenza-Pisa 4-4 (8)
- Maggior scarto di gol: Lecce-Reggiana 7-1 (6)
- Maggior numero di reti in una giornata: 35 (11ª giornata)
- Minor numero di reti in una giornata: 13 (1ª giornata)
- Maggior numero di espulsioni in una giornata: 8 (9ª giornata)
- Maggior numero di pareggi in una giornata: 7 (1ª e 25ª giornata)

### Individuali

#### Classifica marcatori
| Gol | Rigori |  | Giocatore           | Squadra                   |
| --- | ------ |  | ------------------- | ------------------------- |
| 22  | 3      |  | Massimo Coda        | Lecce                     |
| 20  | 1      |  | Leonardo Mancuso    | Empoli                    |
| 16  |        |  | Florian Ayé         | Brescia                   |
| 14  | 2      |  | Francesco Forte     | Venezia                   |
| 13  | 3      |  | Michele Marconi     | Pisa                      |
| 13  | 3      |  | Gennaro Tutino      | Salernitana               |
| 12  |        |  | Riad Bajić          | Ascoli                    |
| 11  |        |  | Andrea La Mantia    | Empoli                    |
| 11  |        |  | Riccardo Meggiorini | L.R. Vicenza              |
| 11  | 1      |  | Andrija Novakovich  | Frosinone                 |
| 11  | 3      |  | Daniel Ciofani      | Cremonese                 |
| 11  | 3      |  | Davide Diaw         | Pordenone (10), Monza (1) |
| 11  | 3      |  | Mattia Valoti       | SPAL                      |